# Campeonato Mineiro 1936
In 1936 werd het 22ste Campeonato Mineiro gespeeld voor voetbalclubs uit de Braziliaanse staat Minas Gerais. De competitie werd gespeeld van 24 mei tot 27 december en werd georganiseerd door de Liga Mineira de Desportos Terrestres. Atlético werd kampioen.

## Eindstand
| Plaats | Club            | Wed. | W | G | V | Saldo | Ptn. |
| ------ | --------------- | ---- | - | - | - | ----- | ---- |
| 1.     | Atlético        | 6    | 5 | 1 | 0 | 33:6  | 11   |
| 2.     | Siderúrgica     | 6    | 3 | 1 | 2 | 20:14 | 7    |
| 3.     | Retiro          | 6    | 0 | 0 | 6 | 5:38  | 0    |
| 4.     | Palestra Itália | 0    | 0 | 0 | 0 | 0:0   | 0    |
| 5.     | América         | 0    | 0 | 0 | 0 | 0:0   | 0    |
| 6.     | Villa Nova      | 0    | 0 | 0 | 0 | 0:0   | 0    |

|  | Kampioen |

### Kampioen
| Campeonato Mineiro de 1936 |
| -------------------------- |
| ATLÉTICO (6º Titel)        |